# HD45583
HD45583 — хімічно пекулярна зоря спектрального класу B9, що має видиму зоряну величину в смузі V приблизно  8,0.
Вона  розташована на відстані близько 1221,6 світлових років від Сонця.

## Пекулярний хімічний склад та магнітне поле зорі
Зоряна атмосфера HD45583 має підвищений вміст 
Si
.
Вимірювання зееманівських спектрів показали, що зірка характеризується незвичною змінністю подовжньої компоненти магнітного поля: існує вторинний мінімум. Період спектральної і магнітної змінності збігається з періодом обертання 1d177000. Сучасними дослідниками обговорюються дві можливі причини утворення вторинного мінімуму: присутність плям з підвищеним вмістом окремих хімічних елементів на поверхні зірки або складна структура магнітного поля. Визначені параметри атмосфери (Teff = 13000 К, log g = 4.0) і вмісту окремих елементів: зафіксовано надлишок Fe, Si и Сг 1-2 dex, дефіцит гелію у порівнянні з Сонцем становить близько 2 dex. Спостереження виконані на спектрографі ОЗСП з анализатором кругової поляризації і ешелле-спектрометрі НЭС 6-м телескопа САО РАН.